# Seglingsberg
Seglingsberg är en före detta bruksort belägen mellan Ramnäs och Virsbo i Ramnäs socken i Surahammars kommun i Västmanland. Orten ligger vid Kolbäcksån och var station på Stockholm–Västerås–Bergslagens Järnvägar (SWB) på den del av banan som numera kallas Bergslagspendeln.
År 1990 klassades Seglingsberg av SCB som en småort.
I Seglingsberg vid Kolbäcksån ligger vattenkraftverket Seglingsberg kraftstation. Andra sidan Kolbäcksån ligger Strömsholms kanal. Strax söder om Seglingsberg finns en sluss vid Fermansbo med 4 meters lyfthöjd och inne i Seglingsberg mitt emot kraftverket ligger en sluss, döpt till ”Hertig Karl av Södermanland”. Den har också en lyfthöjd av 4 meter. Norrut kommer man till Virsbo för nästa sluss. 
Det har funnits järnbruk i Seglingsberg sedan åtminstone 1610 då stångjärnshammare byggdes. Senare inlemmades även Fermansbo hammarsmedja i bruket. Stångjärnssmidet upphörde 1869. Wilhelm Fredrik Tersmeden med sonen Fabian  i Ramnäs anlade en masugn 1873. År 1874 köptes Seglingsbergs bruk av Tersmedens. Masugnen levererade tackjärn till Ramnäs bruk fram till nedläggningen ca 1907.